# Grey's Anatomy (8.ª temporada)
A oitava temporada do drama médico americano Grey's Anatomy, começou a ser exibida nos Estados Unidos na American Broadcasting Company (ABC) em 22 de setembro de 2011, com um especial de duas horas e terminou em 17 de maio de 2012, tendo um total de 24 episódios. A temporada foi produzida pela ABC Studios, em associação com a produtora ShondaLand e The Mark Gordon Company, sendo Shonda Rhimes, Tony Phelan e Joan Rater os showrunners do programa.
Esta temporada segue a linha de história de Meredith Grey (Ellen Pompeo) e Derek Shepherd (Patrick Dempsey) enquanto tentam salvar seu casamento adotando Zola depois que Meredith adulterou o teste de Alzheimer na temporada anterior. Miranda Bailey (Chandra Wilson) também se esforça para perdoar Meredith porque Richard Webber (James Pickens, Jr.) leva a culpa por Meredith e renuncia, e Owen Hunt (Kevin McKidd) toma o seu lugar como Chefe de Cirurgia. Cristina Yang (Sandra Oh) decide fazer um aborto, colocando seu relacionamento com Hunt em desacordo. Callie Torres (Sara Ramirez) junto com Arizona Robbins (Jessica Capshaw), compartilha o bebê com Mark Sloan (Eric Dane), que continua a ter um relacionamento com Lexie Grey (Chyler Leigh). Alex Karev (Justin Chambers) lida com as consequências de sua decisão de contar a Owen sobre Meredith ter alterado o teste de Alzheimer e se torna um pária dos outros residentes. Teddy Altman (Kim Raver) se casa com Henry Burton (Scott Foley), que depois morre de problemas cardíacos, deixando-a arrasada.
A temporada atingiu a série com baixas audiências, terminando com uma média de 10,92 milhões de espectadores e foi classificado em 34.º na audiência total e em 12.º entre o grupo demográfico de 18 a 49 anos. Loretta Devine recebeu aclamação da crítica por sua interpretação de Adele Webber e ganhou inúmeras indicações, incluindo o Emmy do Primetime de Melhor Atriz Convidada em Série Dramática e os Critics' Choice Television Awards. James Pickens Jr. ganhou o prêmio de Melhor Ator Coadjuvante no NAACP Image Awards, e Chandra Wilson e Sandra Oh receberam indicações de Melhor Atriz Dramática. Stacy McKee foi indicada ao Humanitas Prize por escrever "White Wedding". Sara Ramirez foi nomeada no 13.º Prêmio ALMA de Melhor Atriz Coadjuvante. No 38.º People's Choice Awards, o programa foi indicado para o programa Drama de TV Favorito, e Ellen Pompeo e Patrick Dempsey foram indicados respectivamente para a Atriz de Drama de TV Favorita e para Ator de Drama de TV Favorito.

## Enredo
Nessa temporada, Meredith e Derek tentam salvar seu casamento devido ao adulteração de Meredith do teste clínico de Alzheimer na temporada anterior. Sua agitação conjugal, bem como as consequências profissionais de Meredith, ameaçam destruir suas chances de adotar Zola, mas eventualmente obtêm a custódia total dela no décimo episódio. Depois de descobrir a razão pela qual Meredith adulterou o teste foi na tentativa de entregar a droga para Adele e potencialmente curar sua doença de Alzheimer, Richard leva a culpa e renuncia ao cargo de chefe de cirurgia. Owen é nomeado o novo chefe de cirurgia, o que deixa Miranda com raiva. Ela culpa Meredith por destruir a carreira de Richard. April é nomeada a nova residente principal, e luta durante toda a temporada para ser levada a sério pelos outros residentes, enquanto também desenvolve uma amizade muito mais profunda com Jackson até que ela finalmente faz sexo com ele. Ao longo da temporada, os residentes de cirurgia do quinto ano (Meredith, Cristina, Alex, April e Jackson) se preparam para seus testes. Todos passam, exceto April, que perdeu a virgindade a Jackson na noite anterior ao exame.
Cristina decide interromper sua gravidez, mas Owen não quer porque ele quer ter filhos. Ele a acompanha para o aborto e a apoia, mas uma enorme brecha foi feita em seu relacionamento. Owen não aceita que Cristina nunca queira ser mãe. Eventualmente, ele trai Cristina. Callie, Arizona, e Mark dividem o dever de cuidar de Sofia. Ben retorna, Depois de dar a Miranda espaço para se curar após de ser traumatizada pelo tiroteio no final da sexta temporada, mas fica chocado e magoado ao ver que ela está tendo um casual, mas muito físico relacionamento com Eli. Miranda termina com Eli e eventualmente ela e Ben se reúnem. No final da temporada, eles ficam noivos. O Alzheimer de Adele progride rapidamente e Richard decide que ela seja colocada em cuidados. Adele se apaixona por outro paciente com demência e a equipe diz a Richard que ele não deveria visitá-la tanto porque isso a confunde. Mais tarde na temporada, ele começa um romance com Catherine Avery. Lexie e Mark lutam para deixar o outro ir e tentam namorar outras pessoas, mas não conseguem seguir em frente. Tragicamente, eles só confessam seu amor um ao outro momentos antes da morte de Lexie no episódio 24.
Teddy e seu marido Henry (Scott Foley), agora profundamente apaixonados, se adaptam à vida não apenas como recém-casados, mas com a saúde de Henry finalmente estável, os dois se ajustam à dinâmica mutável de seu relacionamento. Henry começa a planejar um futuro e diz a Teddy que ele quer ir à faculdade de medicina. Teddy rejeita a perspectiva de Henry estar na faculdade pelos próximos 10 anos, e eles têm sua primeira grande briga. Antes que eles possam fazer, no entanto, Henry cai de repente doente devido a um novo tumor, e sua condição revela-se extremamente grave. No hospital, Teddy é forçada a deixá-lo por causa de uma cirurgia cardíaca emergente, e pede que Cristina realize a cirurgia em Henry para salvar sua vida. Teddy e Owen concordam que pode ser muita pressão para Cristina se ela souber em quem ela está operando, então eles colocam o rosto de Henry no centro cirúrgico antes de trazer Cristina. Henry não pode ser salvo e morre em cirurgia. Porque Teddy ainda está em cirurgia, e preocupado com Henry, Owen decide mentir para ela e implica que Henry conseguiu passar e está se recuperando. Depois que ela descobre a verdade, Teddy fica arrasada com a morte de Henry. Ela odeia Owen por mentir, e a amizade entre os dois acaba, até que ele a demite no final da temporada e ela passa para outro trabalho.
Depois que os residentes recebem os resultados do conselho, eles pensam em ofertas de outros hospitais. Quando a temporada termina, Alex aceitou uma bolsa de estudos na Johns Hopkins, Cristina escolheu ir à Clínica Mayo, e Derek recebeu uma oferta e uma oportunidade para continuar a pesquisa de Alzheimer em Harvard, o que incentiva a decisão de Meredith de aceitar uma bolsa de elite no Brigham and Women's Hospital, em Boston. No final, Meredith, Cristina, Derek, Lexie, Arizona e Mark embarcam em um pequeno avião para voar para Boise, em Idaho, para realizar uma cirurgia de separação de gêmeos siameses. Alex deveria estar no avião, mas Arizona, furiosa com a decisão de recusar a bolsa de pediatria do Seattle Grace em favor da Johns Hopkins, o tira do avião e toma o seu lugar. No caminho, o avião cai. Em "Flight", os seis médicos e o piloto lutam para sobreviver. A mão de Derek está gravemente ferida, assim como a perna de Arizona. Lexie está presa e esmagada sob parte do avião. Ela e Mark finalmente confessam seu amor um ao outro, e dentro de instantes ela morre. Segundos depois, Meredith chega tarde demais e fica arrasada com a morte da irmã. Eles logo percebem que Mark tem graves lesões internas. A temporada termina com os 5 cirurgiões restantes em perigo, perdidos na floresta e sem saber quando ou se a ajuda virá.

## Elenco
| - Ellen Pompeo como Meredith Grey - Sandra Oh como Cristina Yang - Justin Chambers como Alex Karev - Chandra Wilson como Miranda Bailey - James Pickens, Jr. como Richard Webber - Sara Ramirez como Callie Torres - Eric Dane como Mark Sloan - Chyler Leigh como Lexie Grey - Kevin McKidd como Owen Hunt - Jessica Capshaw como Arizona Robbins - Kim Raver como Teddy Altman - Sarah Drew como April Kepner - Jesse Williams como Jackson Avery - Patrick Dempsey como Derek Shepherd | - Jela K. Moore como Zola - Scott Foley como Henry Burton - Loretta Devine como Adele Webber - Jason George como o Dr. Ben Warren - Daniel Sunjata como o enfermeiro Eli - Debbie Allen como Catherine Avery - Janora McDuffie como a assistente social Janet - Holley Fain como a Dra. Julia Canner - Amanda Fuller como o interno Morgan Peterson - Summer Glau como a enfermeira Emily Kovach - Nicole Cummins como a paramédica Nicole | - Kate Walsh como Addison Montgomery - Caterina Scorsone como Amelia Shepherd - Debra Monk como Louise O'Malley - Kate Burton como Ellis Webber - Robert Baker como o Dr. Charles Percy - Alfre Woodard como Justine Campbell - Stella Maeve como Lilly - Vanessa Marano como Holly Wheeler - Jordan Belfi como Nick - Cynthia Watros como a Sra. Konner - James LeGros como o piloto Jerry - Holland Roden como Gretchen - Rebecca Hazlewood como a Dra. Mara Keaton |

## Recepção

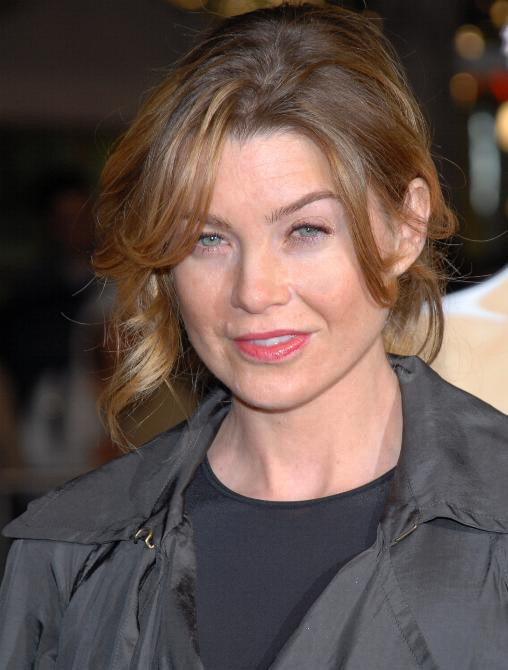
Tanya Lane, do Poptimal, afirmou que Ellen Pompeo deu uma de suas melhores performances no final da temporada.

A temporada recebeu avaliações positivas. Tanner Stransky do Cinema Blend fez uma nova revisão da temporada, "Justapostos contra o pesadelo que lançou a estreia da temporada de duas horas foi exatamente o que o programa faz com bastante precisão (na maior parte do tempo)." Verne Gay de Newsday reconheceu o seguinte para a série afirmando: "Grey's teve uma boa temporada e tem uma base de fãs intensamente leal para provar isso." TV Fanatic revendo o episódio Free Falling escreveu: "Este episódio colocou a temporada em movimento, e pelo que parece, vai ser boa."
Carrie Raisler do The A.V. Club fez uma crítica negativa ao episódio de realidade alternativa da temporada: "Só porque um programa é para ser divertido não significa que ele não deveria ter padrões, e esse episódio simplesmente não atendeu às espectativas." Tanya Lane, do Poptimal, com relação ao final da temporada, escreveu: "Uau ... apenas uau. Grey's Anatomy mais uma vez conseguiu chocar com o episódio final." Enquanto ela apreciava o "realismo e autenticidade pelos quais Grey's é conhecida", ela achou que o episódio era "quase demais", já que era "extremamente sangrento e difícil de assistir, inicialmente por causa das terríveis feridas", mas depois por causa das coisas "pesadas e emocionais que ocorreram." Ela acrescentou que "Ellen Pompeo deu uma de suas melhores performances quando a personagem soube que sua irmã estava morta."

## Episódios
| N.º na série | N.º na temp. | Título                     | Dirigido por        | Escrito por               | Exibição original       | Audiência (milhões) |
| --- | ------------ | -------------------------- | ------------------- | ------------------------- | ----------------------- | ------------------- |
| 149 | 1            | "Free Falling"             | Rob Corn            | Tony Phelan & Joan Rater  | 22 de setembro de 2011  | 10,38               |
| Um poço gigantesco se abre no meio de Seattle, fazendo com que April se apresente como chefe residente. Meredith deve lidar com as ramificações profissionais de suas ações na última temporada, enquanto Cristina e Owen ainda não se deram conta dos seus sentimentos pela gravidez não planejada. |              |                            |                     |                           |                         |                     |
| 150 | 2            | "She's Gone"               | Tony Phelan         | Debora Cahn               | 22 de setembro de 2011  | 10,38               |
| A crise do sumidouro continua enquanto Meredith e Derek mantêm o estado rochoso de seu relacionamento, que se torna uma preocupação à conselheira de adoção. Cristina toma uma decisão sobre sua gravidez não planejada e Alex percebe que ele é o pária depois de revelar a desonestidade de Meredith. |              |                            |                     |                           |                         |                     |
| 151 | 3            | "Take the Lead"            | Chandra Wilson      | William Harper            | 29 de setembro de 2011  | 10,20               |
| A chefe toma uma decisão de mudança de carreira que choca o Seattle Grace Hospital, enquanto Cristina e Owen tentam encontrar normalidade em seu relacionamento. Abril continua a lutar em seu novo papel como Chefe dos Residentes, e os residentes do quinto ano recebem suas primeiras cirurgias individuais, descobrindo que mesmo os procedimentos mais rotineiros nem sempre são fáceis. |              |                            |                     |                           |                         |                     |
| 152 | 4            | "What Is It About Men"     | Tom Verica          | Stacy McKee               | 6 de outubro de 2011    | 8,70                |
| Ben retorna e Miranda é cético em relação à sua chegada, até que Ben percebe que ela finalmente se mudou. Uma debandada em uma convenção cômica faz com que o a sala de operações seja inundada por carregadores de fantasias coloridos. Este episódio centra-se principalmente nos homens do Seattle Grace, em vez de se concentrar nas mulheres. |              |                            |                     |                           |                         |                     |
| 153 | 5            | "Love, Loss and Legacy"    | Stephen Cragg       | Denise Hahn               | 13 de outubro de 2011   | 9,97                |
| A mãe de Jackson, a Dra. Catherine Avery, vem ao Seattle Grace para uma cirurgia de transplante inovadora. Zola chega ao hospital. Alex e Arizona devem lidar com a questão da confidencialidade com Derek e Meredith. Eli e Miranda terminam. |              |                            |                     |                           |                         |                     |
| 154 | 6            | "Poker Face"               | Kevin McKidd        | Peter Nowalk              | 20 de outubro de 2011   | 9,54                |
| April avança como chefe dos residentes enquanto gerencia um teste clínico. Callie e Cristina lidam com uma difícil cirurgia na coluna, enquanto Alex e Teddy precisam encontrar maneiras alternativas de operar um paciente. Meredith luta para seguir sua nova regra de não conversar com Derek sobre o trabalho enquanto está no hospital. |              |                            |                     |                           |                         |                     |
| 155 | 7            | "Put Me In, Coach"         | Debbie Allen        | Jeannine Renshaw          | 27 de outubro de 2011   | 9,93                |
| Para enfatizar a cooperação e o trabalho em equipe, Owen encaixa nos médicos em uma liga de softbol onde eles competirão contra o Seattle Presbyterian, outro hospital em Seattle. Derek e Lexie deliberam um plano de tratamento quando uma mãe desesperada de uma menina com um tumor cerebral inoperável busca especificamente sua ajuda. Richard tenta reparar o relacionamento de trabalho de Miranda e Meredith. Lexie fica com ciúmes por Mark namorar uma nova mulher, e Alex luta para manter Zola no Seattle Grace. |              |                            |                     |                           |                         |                     |
| 156 | 8            | "Heart-Shaped Box"         | Jessica Yu          | Austin Guzman             | 3 de novembro de 2011   | 9,52                |
| Um milagre médico ocorre, deixando os residentes inspirados. Louise O'Malley retorna ao Seattle Grace depois que uma cirurgia foi malograda por um hospital diferente, fazendo com que os residentes relembrassem todas as vezes que tiveram com George. Arizona faz amizade com um novo pediatra, fazendo com que Alex se sinta ameaçado. Teddy e Henry brigam por Henry querendo ir para a faculdade de medicina. |              |                            |                     |                           |                         |                     |
| 157 | 9            | "Dark Was the Night"       | Allison Liddi-Brown | Debora Cahn               | 10 de novembro de 2011  | 11,29               |
| Teddy traz Henry para o pronto-socorro depois de encontrá-lo em casa vomitando de sangue; enquanto Meredith recebe notícias de Janet que ela e Derek não vão conseguir Zola de volta. Assim como Teddy espera Henry, ela é chamada para outro caso, que é a cirurgia da coluna de Callie e Jackson, cujo coração está sangrando incontrolavelmente. Depois de decidir operar a paciente de Callie, Teddy decide fazer com que Cristina opere Henry, com o Dr. Webber e Lexie com ela. Meredith e Alex vão a um hospital vizinho para ajudar um novo bebê prematuro, já que o hospital não tem o equipamento para salvar a vida do bebê; Depois de acreditar que Henry está desimpedido, Cristina descobre que o tumor foi para o coração; depois de vinte minutos de execução de RCP, Cristina chama a hora da morte, apenas momentos depois para descobrir que era Henry. Depois que a ambulância se rompe, Alex e Meredith ligam para Arizona, Mark e Derek para ver se eles sabem como cuidar do bebê, apenas para a ambulância bater ao telefone; Quando Meredith e Alex saem, eles vêem que um carro com vítimas foi o que os atingiu.                                                  |              |                            |                     |                           |                         |                     |
| 158 | 10           | "Suddenly"                 | Ron Underwood       | Stacy McKee               | 5 de janeiro de 2012    | 12,12               |
| O hospital é inundado por vítimas do acidente que envolveu um carro da família e a ambulância de Alex e Meredith. Alex e Meredith lutam para salvar as vidas de uma família; depois de perceberem que contar a Teddy sobre a morte de Henry iria impedi-la de salvar a vida do paciente, Owen decide não contar a Teddy até que ela esteja fora da cirurgia. Quando Meredith e Alex voltam para o hospital, eles tentam salvar a vida da família, só para que todos, exceto o pai e os filhos da família, morrem imediatamente. Enquanto operam no filho mais novo da família, Derek e Mark percebem que precisam de ajuda se quiserem salvar o olhar da criança, apenas para chamar a namorada oftalmologista de Mark, Julia, para ajudá-los, com Lexie ajudando Derek. Arizona e Alex trabalham para salvar a vida do bebê que trouxeram do hospital. Cristina luta para contar ou não a Teddy sobre Henry no meio de uma cirurgia crítica. |              |                            |                     |                           |                         |                     |
| 159 | 11           | "This Magic Moment"        | Steve Robin         | Zoanne Clack              | 12 de janeiro de 2012   | 10,71               |
| Uma cirurgia arriscada que envolve gêmeos siameses tem os médicos divididos em duas equipes. Meredith inconscientemente se encontra atuando como um amortecedor entre Miranda e Ben, Alex é ensinado uma lição por Webber, e Teddy faz com que todos em sua sala fiquem desconfortáveis quando ela conta Cristina sobre os acontecimentos que levaram à morte de Henry. De volta a casa, Derek e Meredith encontram alegria na paternidade. |              |                            |                     |                           |                         |                     |
| 160 | 12           | "Hope for the Hopeless"    | Mark Jackson        | Peter Nowalk              | 19 de janeiro de 2012   | 9,42                |
| Um par de irmãs brigando vem para um transplante de fígado realizado por Richard, tornando-se sua cirurgia 10.000. Meredith deve escolher uma nova especialidade, Derek e Lexie operam em um neuroblastoma inoperante, e Teddy e Cristina desafiam Owen e roubam um caso de Alex. Adele é trazida ao Seattle Grace depois de ser encontrada vagando pelas ruas. Ela é levada para ver Richard realizando sua cirurgia histórica onde ocorre um momento emocionalmente desgastante, revelando toda a extensão de sua doença de Alzheimer. |              |                            |                     |                           |                         |                     |
| 161 | 13           | "If/Then"                  | Jeannot Szwarc      | William Harper            | 2 de fevereiro de 2012  | 9,71                |
| Meredith sonha com um universo alternativo no qual sua mãe, Ellis Gray, nunca teve Alzheimer e é uma mãe mais solidária e amorosa. Isso leva Meredith a ser uma versão feliz de si mesma, fazendo com que o Seattle Grace seja completamente diferente. Ela e Cristina são inimigas enquanto April é sua melhor amiga, que está dormindo com o noivo de Meredith, Alex, que é apenas com Meredith por causa do legado de sua família. Owen se casou com Callie e eles têm 3 filhos, embora não sejam felizes. Addison e Derek estão esperando um filho, só é revelado que o bebê é na verdade de Mark, e o relacionamento de Addison e Derek está desmoronando, assim como a carreira de Derek também está estagnada. Lexie se tornou órfã e viciada em drogas. É revelado que George falhou em suas provas e nunca mais foi visto, enquanto Izzie enlouqueceu após a morte de Denny. Richard deixou Adele e se casou com Ellis, e Meredith tomou Webber como seu sobrenome. O episódio termina lembrando como Derek e Meredith se conheceram. Ao longo de todo o episódio, todos os casais que realmente existem parecem ter conexões, o que inclui Callie e Arizona, e também Yang e Owen. |              |                            |                     |                           |                         |                     |
| 162 | 14           | "All You Need Is Love"     | Rob Corn            | Jeannine Renshaw          | 9 de fevereiro de 2012  | 10,27               |
| É o Dia dos Namorados no Seattle Grace e o hospital está repleto de românticos. Os solteiros, Lexie e Mark, estão presos no serviço de babá. Os planos de Miranda e Ben são arruinados quando ela é chamada para uma série de emergências, mas Ben a surpreende no final do dia. Enquanto isso, Owen e Cristina continuam se evitando após uma grande briga. |              |                            |                     |                           |                         |                     |
| 163 | 15           | "Have You Seen Me Lately?" | Tony Phelan         | Austin Guzman             | 16 de fevereiro de 2012 | 8,31                |
| Durante as sessões de aconselhamento matrimonial, Owen e Cristina estão constantemente envolvidos em discussões acaloradas. Owen parece não conseguir superar o fato de que Cristina não quer filhos. Amelia chega ao Seattle Grace na esperança de convencer Derek a ajudá-la com o gliossarcoma de Erica (A.J. Langer). Lexie fica presa entre os dois pastores, Meredith mostra suas habilidades cirúrgicas, Alex descobre a importância das habilidades das pessoas, Mark e Jackson ensinam uma lição à Dra. Bailey, e os residentes continuam a se preparar para as suas diretorias orais. Este episódio começa um crossover com Private Practice que se conclui em "You Break My Heart". |              |                            |                     |                           |                         |                     |
| 164 | 16           | "If Only You Were Lonely"  | Susan Vaill         | Matt Byrne                | 23 de fevereiro de 2012 | 9,06                |
| Uma lanchonete explode, inundando o pronto-socorro com pacientes. Richard reavalia sua situação de vida com Adele enquanto ela continua a se deteriorar diante de seus olhos. Callie ajuda Meredith a estudar para suas provas, Lexie assiste em um caso de pedais com Arizona e Alex, e Mark encoraja Jackson a aliviar seu estresse. Enquanto isso, as suspeitas de Cristina levam a melhor sobre ela, já que ela acha que Owen a está traindo com uma enfermeira. |              |                            |                     |                           |                         |                     |
| 165 | 17           | "One Step Too Far"         | Edward Ornelas      | William Harper            | 15 de março de 2012     | 9,62                |
| Derek encoraja Meredith hesitante a trabalhar com ele novamente na neurocirurgia, mas quando ela concorda, os resultados são menos que ideais; A mãe de Jackson, Catherine Avery, retorna ao Seattle Grace com um colega de urologia e se interessa por Richard; e Cristina se torna cada vez mais desconfiada de cada movimento de Owen. Enquanto isso, Alex tenta negar as observações de todos que Morgan pode estar se apaixonando por ele. |              |                            |                     |                           |                         |                     |
| 166 | 18           | "The Lion Sleeps Tonight"  | Mark Jackson        | Stacy McKee               | 5 de abril de 2012      | 8,19                |
| Um leão se solta em Seattle e deixa um rastro de vítimas em seu meio; Lexie ouve a discussão de Mark sobre morar com Julia; Teddy começa a tomar medidas para chegar a um acordo com a morte de Henry; Callie faz um churrasco com Arizona sobre seus amantes passados; e Alex pede para ser retirado do caso preemie de Morgan quando ela se torna muito dependente dele. Enquanto isso, Meredith tenta ser um apoio para Cristina enquanto a tensão entre ela e Owen atinge um ponto de ebulição depois que Owen trai Christina. |              |                            |                     |                           |                         |                     |
| 167 | 19           | "Support System"           | Allison Liddi-Brown | Heather Mitchell          | 12 de abril de 2012     | 8,85                |
| Cristina e Owen chamam-se de doentes para resolver o casamento em casa, mas no final Owen se muda. Mark leva sua nomeação como chefe interino muito a sério, muito para o aborrecimento dos atendimentos. Arizona, Callie e Miranda planejam uma noite especial para Teddy. |              |                            |                     |                           |                         |                     |
| 168 | 20           | "The Girl With No Name"    | Ron Underwood       | Peter Nowalk              | 19 de abril de 2012     | 9,82                |
| Os médicos trabalham em uma desconhecida, que acaba sendo o assunto de um caso que ganhou interesse nacional. Cristina prova estar em maior demanda, pois os moradores começam suas entrevistas para cargos de pós-residência em hospitais prospectivos, enquanto os participantes encontram maneiras de manter seus melhores residentes em Seattle. Richard é confrontado com uma percepção inquietante quando ele visita Adele em Rose Ridge. |              |                            |                     |                           |                         |                     |
| 169 | 21           | "Moment of Truth"          | Chandra Wilson      | Zakiyyah Alexander        | 26 de abril de 2012     | 9,45                |
| Os residentes viajam para São Francisco para os conselhos orais. Faíscas voam quando Richard e Catherine (Debbie Allen) esbarram um no outro em um hotel. Alex sente-se culpado por estar longe do hospital quando a saúde de Tommy piora. April perde a virgindade com Jackson. |              |                            |                     |                           |                         |                     |
| 170 | 22           | "Let the Bad Times Roll"   | Kevin McKidd        | Matt Byrne                | 3 de maio de 2012       | 9,24                |
| Os residentes agonizam com os resultados dos exames que estão por vir; A amiga de infância do Arizona precisa de ajuda médica; os médicos tentam ajudar um paciente que está perdendo um terço de seu crânio; Julia quer começar uma família com Mark, fazendo com que Lexie finalmente diga como se sente. |              |                            |                     |                           |                         |                     |
| 171 | 23           | "Migration"                | Stephen Cragg       | Mark Wilding & Jenna Bans | 10 de maio de 2012      | 9,82                |
| Os do quinto ano tomam suas decisões finais em relação aos seus planos de pós-residência. Mark confidencia em Derek sobre estar dividido entre Lexie e Julia. Arizona encoraja uma amiga de infância a fazer a cirurgia, e Ben planeja algo para Miranda, que está preocupada com o trabalho. Meredith, Derek, Cristina, Mark, Lexie e Alex estão programados para ajudar em uma cirurgia em um hospital em Boise, embora o Arizona ocupe o lugar de Alex depois que ela descobre que ele está planejando deixar o Seattle Grace para o Johns Hopkins Hospital. No entanto, no caminho seu avião cai na mata, deixando seus destinos desconhecidos. |              |                            |                     |                           |                         |                     |
| 172 | 24           | "Flight"                   | Rob Corn            | Shonda Rhimes             | 17 de maio de 2012      | 11,44               |
| Depois que o avião cai na mata, os médicos lutam para permanecerem vivos enquanto tentam salvar seus pares, mas é tarde demais para Lexie. Mark faz uma confissão para ela; o futuro da carreira de Derek pode estar em perigo; Ben e Miranda tomam uma decisão sobre o futuro deles juntos; Teddy recebe uma oferta tentadora; Richard planeja um jantar para os residentes; Owen despede Teddy para forçá-la a sair da morte de seu marido e descobre que seus médicos estão desaparecidos. Esse episódio marca a saída da atriz Chyler Leigh que interpretava a Dra. Lexie Grey, introduzida na terceira temporada. Kim Raver que interpreta a Dra. Teddy Altman desde a sexta temporada também deixa o elenco regular nesse episódio, mas retorna com aparições recorrentes na décima quarta temporada e se torna um membro regular novamente na décima quinta temporada |              |                            |                     |                           |                         |                     |

## Audiência

### Ao vivo
| № na série | № na temporada | Episódio                   | Exibição                | Horário              | Rating/Share (18–49) | Audiência (em milhões) | Classificação 18–49 | Classificação de audiência |
| ---------- | -------------- | -------------------------- | ----------------------- | -------------------- | -------------------- | ---------------------- | ------------------- | -------------------------- |
| 149        | 1              | "Free Falling"             | 22 de setembro de 2011  | Quintas-feiras 21:00 | 4.1/10               | 10.38                  | 21                  | —                          |
| 150        | 2              | "She's Gone"               | 22 de setembro de 2011  | Quintas-feiras 21:00 | 4.1/10               | 10.38                  | 21                  | —                          |
| 151        | 3              | "Take the Lead"            | 29 de setembro de 2011  | Quintas-feiras 21:00 | 3.6/9                | 10.20                  | 16                  | —                          |
| 152        | 4              | "What Is It About Men"     | 6 de outubro de 2011    | Quintas-feiras 21:00 | 3.1/8                | 8.70                   | 24                  | —                          |
| 153        | 5              | "Love, Loss and Legacy"    | 13 de outubro de 2011   | Quintas-feiras 21:00 | 3.6/9                | 9.97                   | 16                  | —                          |
| 154        | 6              | "Poker Face"               | 20 de outubro de 2011   | Quintas-feiras 21:00 | 3.6/9                | 9.54                   | 18                  | —                          |
| 155        | 7              | "Put Me In, Coach"         | 27 de outubro de 2011   | Quintas-feiras 21:00 | 3.7/9                | 9.93                   | 18                  | —                          |
| 156        | 8              | "Heart Shaped Box"         | 3 de novembro de 2011   | Quintas-feiras 21:00 | 3.6/9                | 9.52                   | 20                  | —                          |
| 157        | 9              | "Dark Was the Night"       | 10 de novembro de 2011  | Quintas-feiras 21:00 | 4.1/10               | 11.29                  | 10                  | 20                         |
| 158        | 10             | "Suddenly"                 | 5 de janeiro de 2012    | Quintas-feiras 21:00 | 4.5/11               | 12.12                  | 5                   | 8                          |
| 159        | 11             | "This Magic Moment"        | 12 de janeiro de 2012   | Quintas-feiras 21:00 | 3.8/10               | 10.71                  | 11                  | 15                         |
| 160        | 12             | "Hope for the Hopeless"    | 19 de janeiro de 2012   | Quintas-feiras 21:00 | 3.5/8                | 9.42                   | 11                  | 21                         |
| 161        | 13             | "If/Then"                  | 2 de fevereiro de 2012  | Quintas-feiras 21:00 | 3.6/9                | 9.71                   | 8                   | 15                         |
| 162        | 14             | "All You Need Is Love"     | 9 de fevereiro de 2012  | Quintas-feiras 21:00 | 4.0/10               | 10.27                  | 10                  | 22                         |
| 163        | 15             | "Have You Seen Me Lately?" | 16 de fevereiro de 2012 | Quintas-feiras 21:00 | 3.2/8                | 8.31                   | 12                  | —                          |
| 164        | 16             | "If Only You Were Lonely"  | 23 de fevereiro de 2012 | Quintas-feiras 21:00 | 3.1/8                | 9.06                   | 15                  | —                          |
| 165        | 17             | "One Step Too Far"         | 15 de março de 2012     | Quintas-feiras 21:00 | 3.0/8                | 9.62                   | 6                   | 13                         |
| 166        | 18             | "The Lion Sleeps Tonight"  | 5 de abril de 2012      | Quintas-feiras 21:00 | 2.8/8                | 8.16                   | 13                  | —                          |
| 167        | 19             | "Support System"           | 12 de abril de 2012     | Quintas-feiras 21:00 | 2.9/8                | 8.85                   | 14                  | 24                         |
| 168        | 20             | "The Girl With No Name"    | 19 de abril de 2012     | Quintas-feiras 21:00 | 3.3/9                | 9.82                   | 8                   | 13                         |
| 169        | 21             | "Moment of Truth"          | 26 de abril de 2012     | Quintas-feiras 21:00 | 3.3/9                | 9.45                   | 6                   | 16                         |
| 170        | 22             | "Let the Bad Times Roll"   | 3 de maio de 2012       | Quintas-feiras 21:00 | 3.3/9                | 9.24                   | 8                   | 24                         |
| 171        | 23             | "Migration"                | 10 de maio de 2012      | Quintas-feiras 21:00 | 3.5/10               | 9.82                   | 8                   | 23                         |
| 172        | 24             | "Flight"                   | 17 de maio de 2012      | Quintas-feiras 21:00 | 4.1/11               | 11.44                  | 3                   | 13                         |

### Audiência em DVR
| № na série | № na temporada | Episódio                   | Exibição                | Horário              | Aumento de classificação 18–49 | Aumento da audiência (em milhões) | Total 18-49 | Audiência total (millions) | Ref    |
| ---------- | -------------- | -------------------------- | ----------------------- | -------------------- | ------------------------------ | --------------------------------- | ----------- | -------------------------- | ------ |
| 149        | 1              | "Free Falling"             | 22 de setembro de 2011  | Quintas-feiras 21:00 | 1.7                            | 3.54                              | 5.8         | 13.92                      | [ 53 ] |
| 150        | 2              | "She's Gone"               | 22 de setembro de 2011  | Quintas-feiras 21:00 | 1.7                            | 3.54                              | 5.8         | 13.92                      | [ 53 ] |
| 151        | 3              | "Take the Lead"            | 29 de setembro de 2011  | Quintas-feiras 21:00 | 1.5                            | 2.95                              | 5.1         | 13.15                      | [ 54 ] |
| 152        | 4              | "What Is It About Men"     | 6 de outubro de 2011    | Quintas-feiras 21:00 | 1.7                            | 3.29                              | 4.8         | 11.99                      | [ 55 ] |
| 153        | 5              | "Love, Loss and Legacy"    | 13 de outubro de 2011   | Quintas-feiras 21:00 | 1.5                            | 2.93                              | 5.1         | 12.90                      | [ 56 ] |
| 154        | 6              | "Poker Face"               | 20 de outubro de 2011   | Quintas-feiras 21:00 | 1.6                            | 3.06                              | 5.2         | 12.59                      | [ 57 ] |
| 155        | 7              | "Put Me In, Coach"         | 27 de outubro de 2011   | Quintas-feiras 21:00 | 1.6                            | 3.14                              | 5.3         | 13.07                      | [ 58 ] |
| 156        | 8              | "Heart Shaped Box"         | 3 de novembro de 2011   | Quintas-feiras 21:00 | 1.6                            | 3.21                              | 5.2         | 12.74                      | [ 59 ] |
| 157        | 9              | "Dark Was the Night"       | 10 de novembro de 2011  | Quintas-feiras 21:00 | 1.5                            | 2.96                              | 5.6         | 14.25                      | [ 60 ] |
| 158        | 10             | "Suddenly"                 | 5 de janeiro de 2012    | Quintas-feiras 21:00 | 1.6                            | 2.96                              | 6.1         | 15.08                      | [ 61 ] |
| 159        | 11             | "This Magic Moment"        | 12 de janeiro de 2012   | Quintas-feiras 21:00 | 1.6                            | 3.00                              | 5.4         | 13.71                      | [ 62 ] |
| 160        | 12             | "Hope for the Hopeless"    | 19 de janeiro de 2012   | Quintas-feiras 21:00 | 1.7                            | 3.26                              | 5.2         | 12.68                      | [ 63 ] |
| 161        | 13             | "If/Then"                  | 2 de fevereiro de 2012  | Quintas-feiras 21:00 | 1.4                            | 2.91                              | 5.0         | 12.62                      | [ 64 ] |
| 162        | 14             | "All You Need Is Love"     | 9 de fevereiro de 2012  | Quintas-feiras 21:00 | 1.6                            | 3.35                              | 5.6         | 13.61                      | [ 65 ] |
| 163        | 15             | "Have You Seen Me Lately?" | 16 de fevereiro de 2012 | Quintas-feiras 21:00 | 1.5                            | 3.25                              | 4.7         | 11.55                      | [ 66 ] |
| 164        | 16             | "If Only You Were Lonely"  | 23 de fevereiro de 2012 | Quintas-feiras 21:00 | 1.6                            | 3.14                              | 4.7         | 12.20                      | [ 67 ] |
| 165        | 17             | "One Step Too Far"         | 15 de março de 2012     | Quintas-feiras 21:00 | 1.5                            | 2.83                              | 4.5         | 12.45                      | [ 68 ] |
| 166        | 18             | "The Lion Sleeps Tonight"  | 5 de abril de 2012      | Quintas-feiras 21:00 | 1.5                            | 3.01                              | 4.3         | 11.18                      | [ 69 ] |
| 167        | 19             | "Support System"           | 12 de abril de 2012     | Quintas-feiras 21:00 | 1.6                            | 3.10                              | 4.5         | 11.93                      | [ 70 ] |
| 168        | 20             | "The Girl With No Name"    | 19 de abril de 2012     | Quintas-feiras 21:00 | 1.5                            | 3.04                              | 4.8         | 12.86                      | [ 71 ] |
| 169        | 21             | "Moment of Truth"          | 26 de abril de 2012     | Quintas-feiras 21:00 | 1.4                            | 2.88                              | 4.7         | 12.33                      | [ 72 ] |
| 170        | 22             | "Let the Bad Times Roll"   | 3 de maio de 2012       | Quintas-feiras 21:00 | 1.5                            | 2.89                              | 4.8         | 12.13                      | [ 73 ] |
| 171        | 23             | "Migration"                | 10 de maio de 2012      | Quintas-feiras 21:00 | 1.4                            | 2.90                              | 4.9         | 12.72                      | [ 74 ] |
| 172        | 24             | "Flight"                   | 17 de maio de 2012      | Quintas-feiras 21:00 | 1.2                            | 2.53                              | 5.3         | 13.98                      | [ 75 ] |

## Lançamento em DVD
| Grey's Anatomy: The Complete Eighth Season - Extraordinary Moments |                       |                       | | | | | | |
| Capa do DVD                                                        | Capa do DVD           | Capa do DVD           | Detalhes do conjunto                                                                                  | Detalhes do conjunto                                                                                  | Detalhes do conjunto                                                                                  | Características especiais | Características especiais | Características especiais |
|                                                                    |                       |                       | - 24 episódios (1 prolongado) - 6 discos - Inglês (Dolby Digital 5.1 Surround) - Comentários em áudio | - 24 episódios (1 prolongado) - 6 discos - Inglês (Dolby Digital 5.1 Surround) - Comentários em áudio | - 24 episódios (1 prolongado) - 6 discos - Inglês (Dolby Digital 5.1 Surround) - Comentários em áudio | - Uma Jornada ao Lar com Kevin McKidd - Episódio Prolongado: "If/Then" - Cenas Deletadas - Ponto a Ponto: Cenas Deletadas da Oitava Temporada | - Uma Jornada ao Lar com Kevin McKidd - Episódio Prolongado: "If/Then" - Cenas Deletadas - Ponto a Ponto: Cenas Deletadas da Oitava Temporada | - Uma Jornada ao Lar com Kevin McKidd - Episódio Prolongado: "If/Then" - Cenas Deletadas - Ponto a Ponto: Cenas Deletadas da Oitava Temporada |
| Datas de lamçamento                                                |                       |                       | | | | | | |
| Região 1                                                           | Região 1              | Região 1              | Região 2                                                                                              | Região 2                                                                                              | Região 2                                                                                              | Região 4 | Região 4 | Região 4 |
| 4 de setembro de 2012                                              | 4 de setembro de 2012 | 4 de setembro de 2012 | 3 de dezembro de 2012                                                                                 | 3 de dezembro de 2012                                                                                 | 3 de dezembro de 2012                                                                                 | 17 de outubro de 2012 | 17 de outubro de 2012 | 17 de outubro de 2012 |